# Валя-Салчієй-Кетун
Валя-Салчієй-Кетун (рум. Valea Salciei-Cătun) — село у повіті Бузеу в Румунії. Входить до складу комуни Валя-Салчієй.
Село розташоване на відстані 128 км на північний схід від Бухареста, 35 км на північ від Бузеу, 94 км на захід від Галаца, 96 км на схід від Брашова.

## Населення
За даними перепису населення 2002 року у селі проживали 109 осіб. Усі жителі села рідною мовою назвали румунську.
Національний склад населення села:
| Національність | Кількість осіб | Відсоток |
| -------------- | -------------- | -------- |
| румуни         | 103            | 94,5%    |